# Hell's Kitchen (canción)
Hell's Kitchen es la sexta pista del álbum Falling Into Infinity de la banda de metal progresivo Dream Theater y la única canción instrumental del álbum. Con 4:17 es la canción más corta del disco. Es llamada así por el barrio de Manhattan donde se ubicaba Avatar Studios,el estudio de grabación en el que fue grabado.

## Versiones
Originalmente, la canción formaba parte de Burning My Soul, como una sección instrumental; pero durante la producción del disco se decidió dividirla.
Además de las veces que fue interpretada en vivo como parte de Burning My Soul, una parte de la canción aparece en el álbum en vivo Live at Budokan como parte del medley Instrumedley